# Katholieke Kerk in Senegal

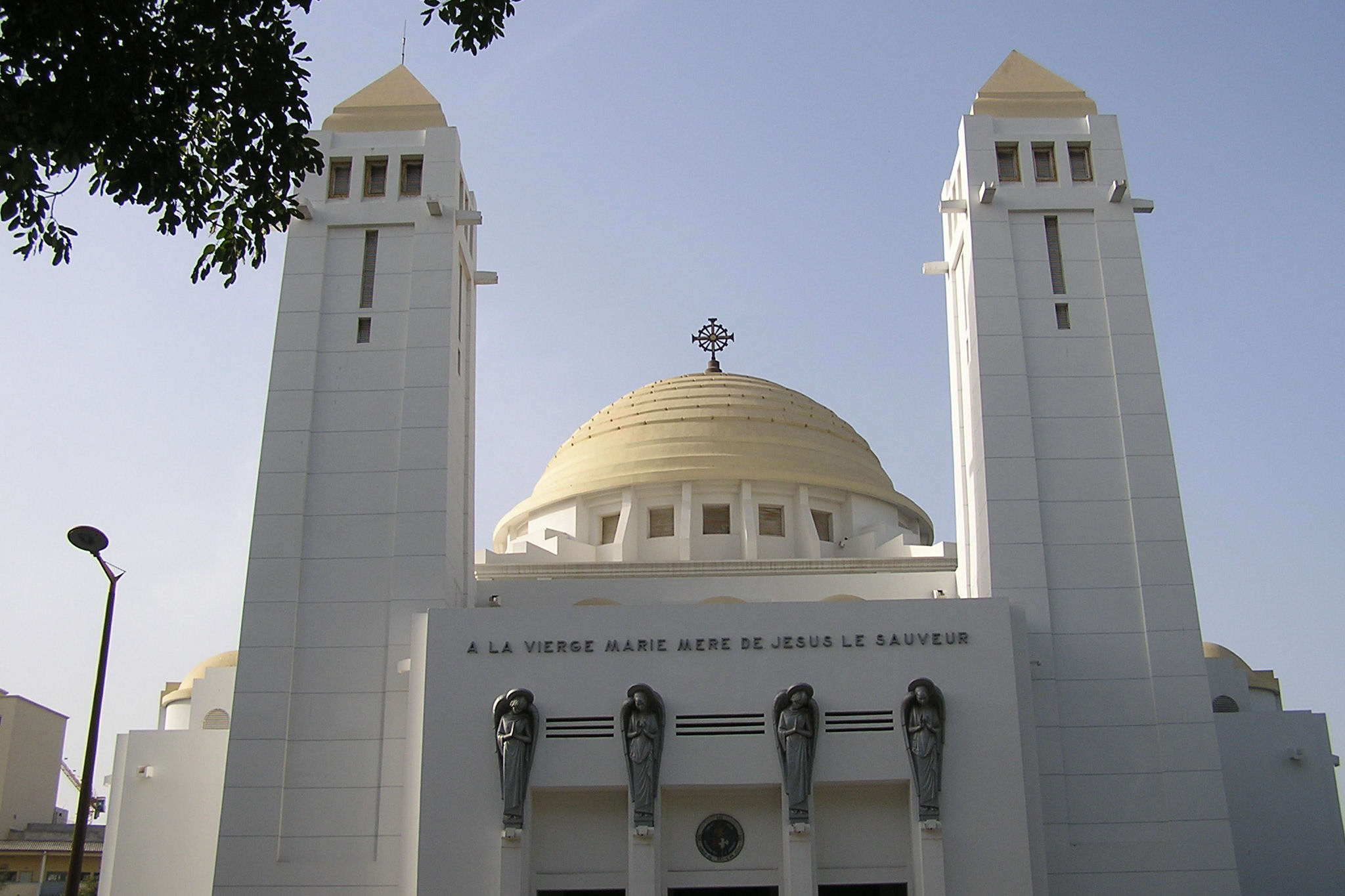
Kathedraal van Dakar

De Katholieke Kerk in Senegal is een onderdeel van de wereldwijde Katholieke Kerk, onder het geestelijk leiderschap van de paus en de curie in Rome.
In 2005 waren ongeveer 535.000 (5%) inwoners van Senegal katholiek. Senegal bestaat uit één kerkprovincie met zeven bisdommen, waaronder een aartsbisdom. De bisschoppen zijn lid van de bisschoppenconferentie van Senegal, Mauritanië, Kaapverdië en Guinee-Bissau. President van de bisschoppenconferentie is Benjamin Ndiaye, aartsbisschop van Dakar (Senegal). Verder is men lid van de regionale bisschoppenconferentie van West-Afrika.
Het land heeft een kardinaal elector, Théodore-Adrien Sarr, aartsbisschop-emeritus van Dakar.
Apostolisch nuntius voor Senegal is aartsbisschop Waldemar Stanisław Sommertag, die tevens nuntius is voor Guinee-Bissau, Kaapverdië en Mauritanië.
In 1992 bracht paus Johannes Paulus II een pastoraal bezoek aan Senegal.

## Bisdommen
| - Aartsbisdom - Bisdom |

- Dakar
  - Kaolack
  - Kolda
  - Saint-Louis du Sénégal
  - Tambacounda
  - Thiès
  - Ziguinchor

Ligging bisdommen binnen Senegal
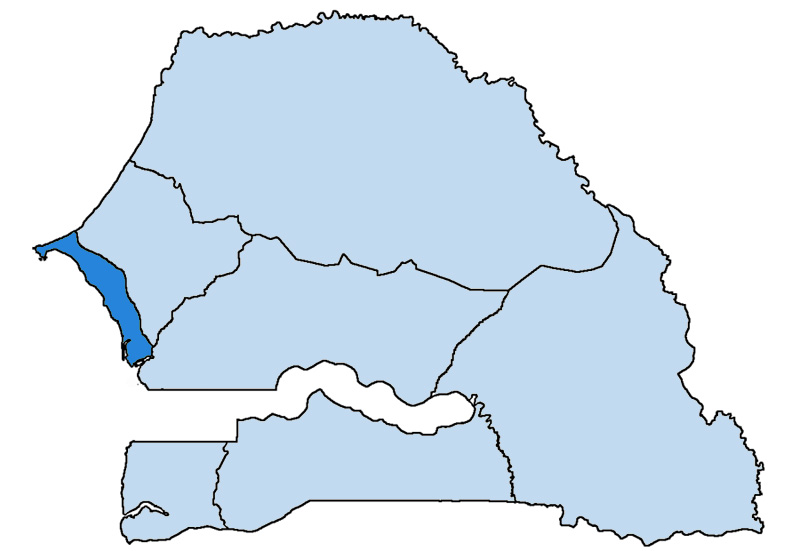
Aartsbisdom Dakar
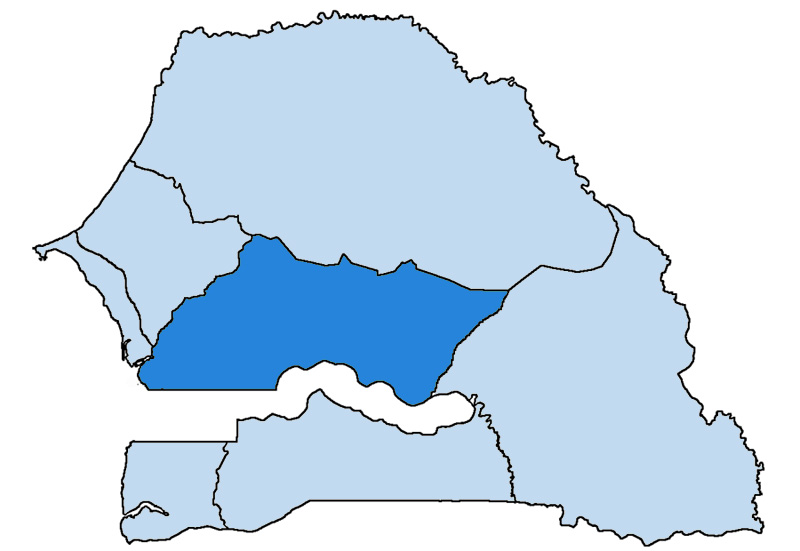
Bisdom Kaolack
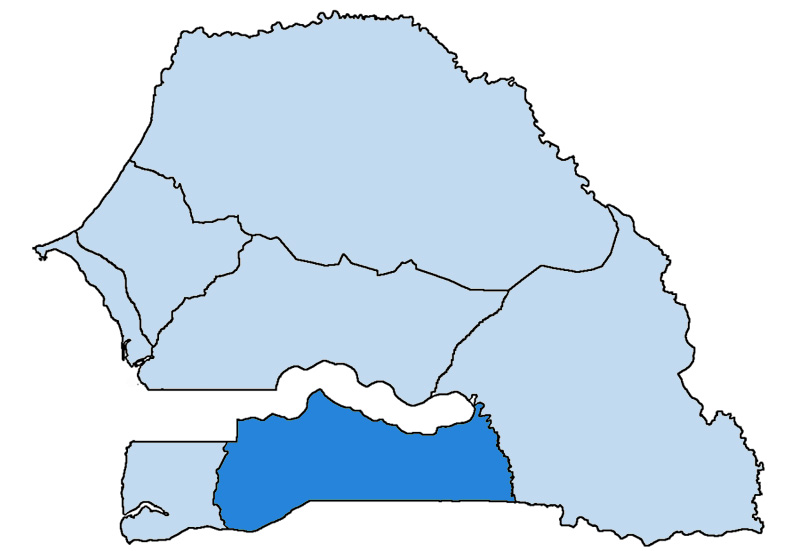
Bisdom Kolda
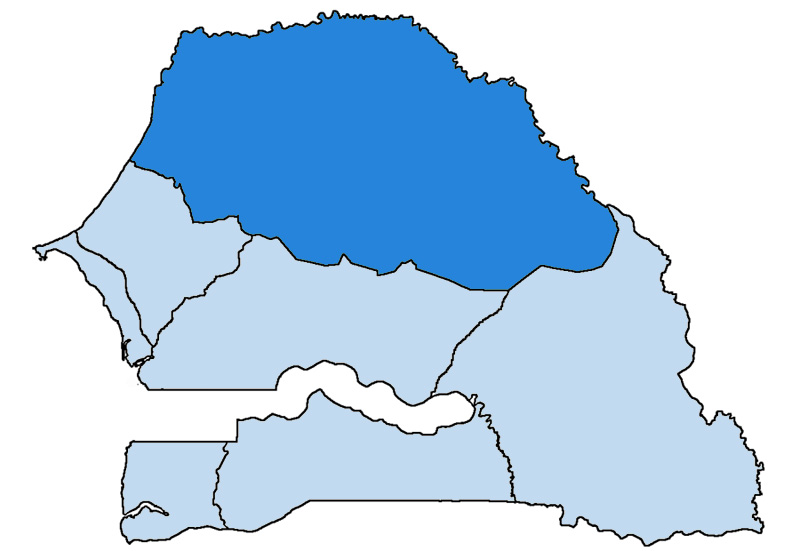
Bisdom Saint-Louis du Senegal
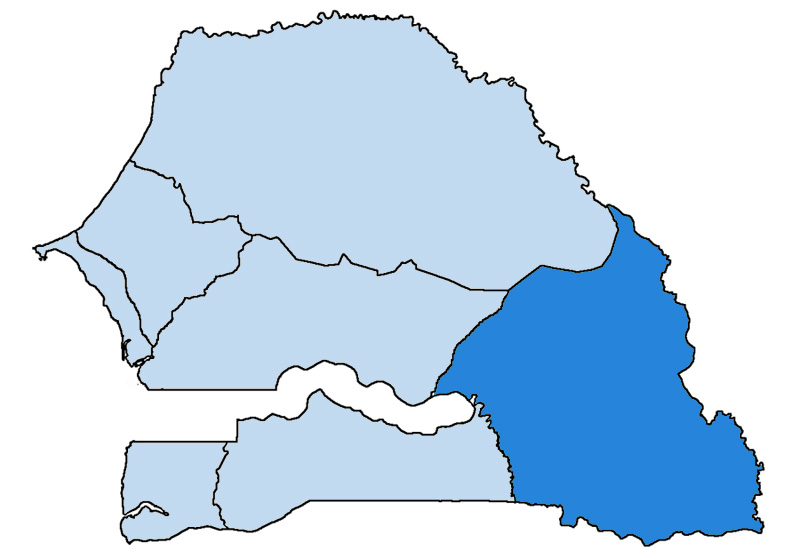
Bisdom Tambacounda
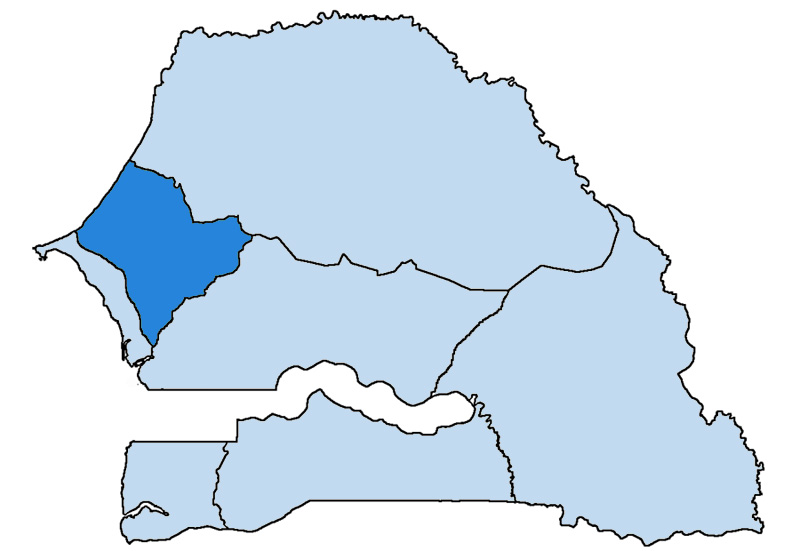
Bisdom Thiès
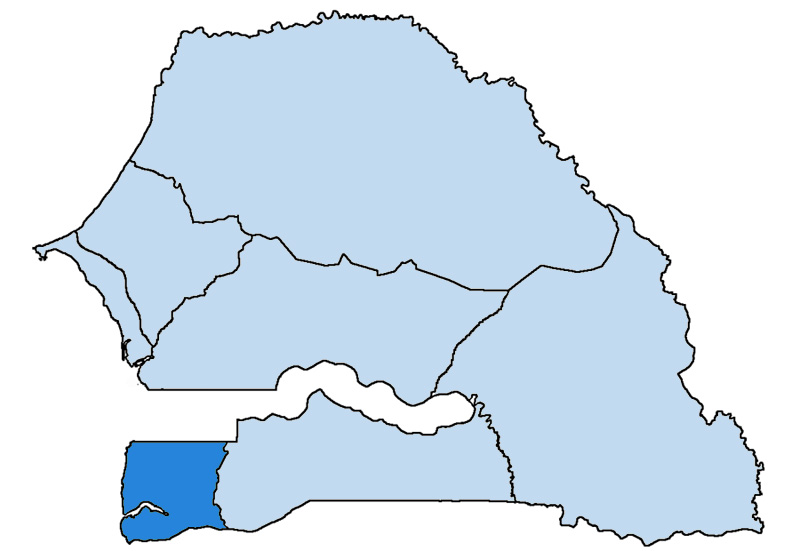
Bisdom Ziguinchor

## Nuntii
- Apostolisch delegaat
  - Aartsbisschop Marcel-François Lefebvre (22 september 1948 – 9 juli 1959)
  - Aartsbisschop Émile André Jean-Marie Maury (9 juli 1959 – 28 december 1961)
- Apostolisch inter-nuntius
  - Aartsbisschop Émile André Jean-Marie Maury (28 december 1961 – 11 juni 1965)
- Apostolisch pro-nuntius
  - Aartsbisschop Giovanni Benelli (11 juni 1966 – 29 juni 1967, later kardinaal)
  - Aartsbisschop Giovanni Mariani (16 oktober 1967 – 11 januari 1975)
  - Aartsbisschop Luigi Barbarito (5 april 1975 – 10 juni 1978)
  - Aartsbisschop Luigi Dossena (24 oktober 1978 – 30 december 1985)
  - Aartsbisschop Pablo Puente Buces (15 maart 1986 – 31 juli 1989)
  - Aartsbisschop Antonio Maria Vegliò (21 oktober 1989 – december 1994)
- Apostolisch nuntius
  - Aartsbisschop Antonio Maria Vegliò (december 1994 – 2 oktober 1997)
  - Aartsbisschop Jean-Paul Aimé Gobel (6 december 1997 – 31 oktober 2001)
  - Aartsbisschop Giuseppe Pinto (4 december 2001 – 6 december 2007)
  - Aartsbisschop Luis Mariano Montemayor (19 juni 2008 - 22 juni 2015)
  - Aartsbisschop Michael Wallace Banach (19 maart 2016 - 3 mei 2022)
  - Aartsbisschop Waldemar Stanisław Sommertag (vanaf 6 september 2022)